# Oulema alterna
Oulema alterna es una especie de insecto coleóptero de la familia Chrysomelidae.
Fue descrita científicamente en 1979 por Silfverberg.